# Флечер (Северна Каролина)
Флечер (енгл. Fletcher) град је у америчкој савезној држави Северна Каролина.

## Демографија
По попису из 2010. године број становника је 7.187, што је 3.002 (71,7%) становника више него 2000. године.
| Група             | 2000.         | 2010.         |
| Белци             | 3.878 (92,7%) | 6.165 (85,8%) |
| Афроамериканци    | 138 (3,3%)    | 296 (4,1%)    |
| Азијати           | 53 (1,3%)     | 220 (3,1%)    |
| Хиспаноамериканци | 65 (1,6%)     | 346 (4,8%)    |
| Укупно            | 4.185         | 7.187         |